# Кохома (Тексас)
Кохома (енгл. Coahoma) град је у америчкој савезној држави Тексас. По попису становништва из 2010. у њему је живело 817 становника.

## Демографија
Према попису становништва из 2010. у граду је живело 817 становника, што је 115 (12,3%) становника мање него 2000. године.
| Група             | 2000.       | 2010.       |
| Белци             | 699 (75,0%) | 567 (69,4%) |
| Афроамериканци    | 5 (0,5%)    | 4 (0,5%)    |
| Азијати           | 1 (0,1%)    | 1 (0,1%)    |
| Хиспаноамериканци | 222 (23,8%) | 239 (29,3%) |
| Укупно            | 932         | 817         |